# Lingula parva
Lingula parva är en armfotingsart som beskrevs av Smith 1871. Lingula parva ingår i släktet Lingula och familjen Lingulidae. Inga underarter finns listade i Catalogue of Life.